# Maxim Rimowitsch Turischtschew
Maxim Rimowitsch Turischtschew (russisch Максим Римович Турищев; * 5. März 2002 in Moskau) ist ein russischer Fußballspieler.

## Karriere

### Verein
Turischtschew begann seine Karriere bei Lokomotive Moskau. Im Februar 2021 wechselte er zum FK Rostow, bei dem er zunächst für die U-19 spielte. Im selben Monat stand er gegen Zenit St. Petersburg erstmals im Profikader Rostows. Sein Debüt für die Profis in der Premjer-Liga gab er im März 2021, als er am 23. Spieltag der Saison 2020/21 gegen Rotor Wolgograd in der 89. Minute für Ali Sowe eingewechselt wurde. Dies blieb sein einziger Saisoneinsatz. In der Saison 2021/22 absolvierte er fünf Partien.
Zur Saison 2022/23 wurde er an den Ligakonkurrenten Torpedo Moskau verliehen. Für Torpedo absolvierte er 25 Spiele in der Premjer-Liga, aus der er mit dem Klub aber abstieg. Zur Saison 2023/24 wurde Turischtschew an den Zweitligisten Rodina Moskau weiterverliehen.

### Nationalmannschaft
Turischtschew kam zwischen Dezember 2017 und Februar 2018 zu fünf Einsätzen für die russische U-16-Auswahl.